# 矿山路街道
矿山路街道是中华人民共和国内蒙古自治区包头市白云鄂博矿区下辖的一个乡镇级行政单位。

## 行政区划
矿山路街道下辖以下地区：
凤凰社区、宝山社区、百灵社区和黑脑包社区。